# Padre fondatore
Il padre fondatore è una persona determinante non solo nella fase di creazione di una istituzione politica, ma anche nella nascita dell'idea stessa di istituzione. Solitamente si tratta di una figura centrale nella storia nazionale o istituzionale. Il padre fondatore può quindi venire ricordato da un monumento, raffigurato su una moneta e può essergli dedicato il nome di una via o di una piazza.

## Europa

### Italia
- 17 marzo 1861: Proclamazione del Regno d'Italia: nascita dello Stato italiano unitario, con re Vittorio Emanuele II di Savoia

Padri fondatori dell'Italia sono considerati Vittorio Emanuele II di Savoia, Giuseppe Garibaldi, Camillo Benso, conte di Cavour e Giuseppe Mazzini. A questi si aggiungono per la Repubblica i Costituenti, Enrico De Nicola, Alcide De Gasperi, Piero Calamandrei, Umberto Terracini, Giuseppe Saragat, Palmiro Togliatti, Pietro Nenni e Sandro Pertini.

### San Marino
- 3 settembre 301: data di fondazione della Repubblica di San Marino da parte di San Marino

### Città del Vaticano
- San Pietro, 1º Papa (33-67) della Chiesa cattolica
- 11 febbraio 1929: Patti Lateranensi tra l'Italia e la Santa Sede: viene istituito lo Stato della Cittá del Vaticano, il cui primo sovrano fu Papa Pio XI

### Malta
- 21 settembre 1964: in seguito all'indipendenza dal Regno unito, viene istituito lo Stato di Malta: spicca la figura di George Borġ Olivier

### Spagna
- 19 ottobre 1469: Unificazione della Spagna, in seguito al matrimonio tra Isabella di Castiglia e Ferdinando II d'Aragona

### Portogallo
- 25 luglio 1139: viene istituito il Regno del Portogallo da re Alfonso I

### Andorra
- Carlo Magno considerato il fondatore di Andorra[1] nell'anno 805.
- 8 settembre 1278: nasce ufficialmente il Principato di Andorra: accordo che stabiliva la sovranità congiunta (paréage) del Conte di Foix e del vescovo di Urgell.

### Gibilterra
- 711: sbarco di Tariq ibn Ziyad, da cui prende il nome Gibilterra;
- 1160: fondazione di Gibilterra da parte degli Almohadi: spicca la figura di 'Abd al-Mu'min;

### Francia
- 481: primo Regno di Francia: inizia il regno di Clodoveo I, padre fondatore della Francia[2]

### Monaco
- 8 gennaio 1297: fondazione del Principato di Monaco: Francesco Grimaldi, fondatore del Principato di Monaco[3] diviene il primo Signore di Monaco

### Gran Bretagna
- Giacomo I d'Inghilterra, primo sovrano di tutte le Isole britanniche (24 marzo 1603)
- Anna di Gran Bretagna, prima sovrana del Regno di Gran Bretagna, istituito il 1º Maggio 1707
- Giorgio III del Regno Unito, primo sovrano del Regno Unito di Gran Bretagna e Irlanda, istituito il 1º gennaio 1801

### Irlanda
- 29 dicembre 1937: viene proclamata la Repubblica d'Irlanda, cui importante esponente fu Éamon de Valera

### Belgio
- 4 ottobre 1830: creazione del Regno del Belgio con Leopoldo I, il primo Re dei Belgi (21 luglio 1831)

### Paesi Bassi
- 26 luglio 1581: istituzione della Repubblica delle Sette Province Unite (Paesi Bassi), con Guglielmo I d'Orange

### Lussemburgo
- 963: viene creata la Contea di Lussemburgo, il cui primo Conte fu Sigfrido (963-998), fondatore della Casata di Lussemburgo

### Germania
- 18 gennaio 1871: Unificazione tedesca: formazione dell'Impero Tedesco (1871-1918): spicca, in particolare, la figura di Otto von Bismarck

### Austria
- 976: viene fondata la Marca Orientale (Alta Austria e Bassa Austria) con Leopoldo I di Babenberg

### Svizzera
- 1º agosto 1291 nasce la Confederazione Svizzera: spiccano gli anonimi Eidgenossenschaft, che redassero il Patto eterno confederale(1291)

### Liechtenstein
- 23 gennaio 1719: viene creato con diploma da Carlo VI d'Asburgo il Principato del Liechtenstein[4]

### Svezia
- 6 giugno 1523: viene fondato il Regno di Svezia con Gustavo I Vasa

### Danimarca
- Dan: leggendario progenitore della nazione danese, di cui fu primo re
- 965: unificazione della Danimarca da parte di re Aroldo I

### Fær Øer
- 512 e 530: visita di San Brandano alle Fær Øer

### Norvegia
- 872: Unificazione della Norvegia: fondazione del Regno di Norvegia con Harald I

### Finlandia
- 6 dicembre 1917: Dichiarazione di indipendenza della Finlandia da parte di Pehr Evind Svinhufvud

### Islanda
- 874: colonizzazione dell'Islanda: primo colono nordico permanente dell'Islanda: Ingólfur Arnarson
- 930: istituzione dello Stato libero d'Islanda, con la fondazione dell'Alþingi
- Jón Sigurðsson (1811-1879), importante esponente del Movimento di indipendenza islandese
- 17 giugno 1944: istituzione della Repubblica d'Islanda con Sveinn Björnsson

### Albania
- Scanderbeg, Principe degli Albanesi (1444-1468)
- 28 novembre 1912: istituzione dell'Albania indipendente, in seguito all'indipendenza dall'Impero ottomano: spicca la figura di Ismail Qemali

### Kosovo
- 17 febbraio 2008: Dichiarazione di indipendenza della Repubblica del Kosovo, dalla Serbia: spicca la figura di Ibrahim Rugova

### Bulgaria
- 681: fondazione del Primo Impero bulgaro con Asparuch

### Grecia
- Elleno, eponimo degli Elleni
- 1822: viene istituita la Prima Repubblica ellenica con Giovanni Capodistria; 3 febbraio 1830: Protocollo di Londra: la Grecia Stato sovrano e indipendente

### Cipro
- 1º ottobre:1960: Giorno dell'indipendenza di Cipro dal Regno Unito e istituzione della Repubblica di Cipro, con Makarios III

### Serbia
- 1166: incoronazione di Stefano Nemanja (1166-1196), il fondatore dello Stato serbo[5]. Autonomia e unificazione dei territori serbi (1166-1196)

### Montenegro
- 1696: viene fondato il Principato vescovile del Montenegro (1696-1852), con Danilo Petrović Njegoš, e in cui si distinse la figura di Petar II Petrović-Njegoš (1830-1851)
- 13 marzo 1852: istituzione del Principato del Montenegro (1852-1910), con Danilo I
- 13 luglio 1878: Riconoscimento dell'indipendenza del Principato del Montenegro al Congresso di Berlino: spicca la figura del principe e poi re del Montenegro Nicola I

### Slovenia
- 25 giugno 1991: Dichiarazione di indipendenza della Slovenia, dalla Jugoslavia: spiccano le figure di France Bučar e Jože Pučnik

### Croazia
- 925: viene fondato il Regno di Croazia, il cui primo re (rex Croatorum) fu Tomislao I, fondatore della nazione croata [6]
- 25 giugno 1991: Dichiarazione di indipendenza della Repubblica di Croazia, dalla Jugoslavia; il primo presidente fu Franjo Tuđman

### Bosnia ed Erzegovina
- 1180: diviene Bano di Bosnia Kulin il Bano, fondatore dello Stato bosniaco
- 1377: viene fondato il Regno di Bosnia con Tvrtko I

### Macedonia del Nord
- Krste Misirkov (1874-1926): importante esponente dell'esistenza dell'identità nazionale macedone
- 2 agosto 1944: viene istituita Macedonia Democratica, il primo Stato macedone: affermazione dell'identità nazionale macedone
- 8 settembre 1991: Giorno dell'indipendenza della Repubblica di Macedonia, dalla Jugoslavia;  il primo presidente della Repubblica di Macedonia fu Kiro Gligorov

### Polonia
- Lech, leggendario sovrano, protagonista della fondazione della Polonia (VI secolo)
- 962: viene fondato il Ducato di Polonia con Mieszko I
- 11 novembre 1918: viene istituita la Seconda Repubblica di Polonia  con Józef Piłsudski

### Ungheria
- 895: viene fondato il Principato d'Ungheria con Árpád,
- 20 agosto 1000: nascita dello Stato ungherese: in questa data, secondo la tradizione, viene elevato al rango di re Stefano I d'Ungheria, primo re, fondatore dello Stato ungherese

### Repubblica Ceca
- Čech, leggendario protagonista della fondazione della Repubblica Ceca
- 1º gennaio 1993: istituzione della Repubblica Ceca: spicca la figura di Václav Havel

### Slovacchia
- Personalità principali che hanno dato un importante apporto alla formazione dell'identità nazionale slovacca: Ľudovít Štúr, Jozef Miloslav Hurban e Michal Miloslav Hodža
- 1º gennaio 1993: istituzione della Repubblica Slovacca, con Vladimír Mečiar

### Romania
- 24 gennaio 1859: Unione dei Principati rumeni: istituzione del Principato di Romania con Alexandru Ioan Cuza: formazione dello stato di Romania

### Moldavia
- 1359: il Principato di Moldavia diventa un Principato indipendente dal Regno d'Ungheria con Bogdan I

### Russia
- Rus, leggendario progenitore di ucraini, bielorussi e russi
- Rjurik (862-879), fondatore della prima importante dinastia nella storia russa[7]
- 1721: fondazione dell'Impero russo con Pietro il Grande
- 12 giugno 1990: Dichiarazione di sovranità statale della Repubblica Socialista Federativa Sovietica Russa con Boris Nikolaevič El'cin

### Bielorussia
- Rus, leggendario progenitore di ucraini, bielorussi e russi
- Konstanty Kalinowski (1838-1864), importate esponente del nazionalismo bielorusso
- 25 marzo 1918: istituzione della Repubblica Popolare Bielorussa, il primo indipendente Stato bielorusso, con Jan Serada

### Ucraina
- Rus, leggendario progenitore di ucraini, bielorussi e russi
- 882: viene istituita la Rus' di Kiev con Oleg

### Estonia
- 24 febbraio 1918: viene istituita la Repubblica di Estonia con Konstantin Päts

### Lettonia
- 18 novembre 1918: istituzione della Repubblica di Lettonia con Kārlis Ulmanis

### Lituania
- 1251: viene fondato il Regno di Lituania: Mindaugas, fondatore della Lituania[8], viene incoronato primo e unico Re (Karalius) di Lituania (6 luglio 1253)

## Asia

### Afghanistan
- 1747: viene istituito l'Impero Durrani (odierno Afghanistan), con Ahmad Shah Durrani
- 19 agosto 1919: l'Emirato dell'Afghanistan indipendente dal Regno Unito, con Amānullāh Khān

### Arabia Saudita
- 23 settembre 1932: fondazione del Regno di Arabia Saudita da parte del Re Ibn Saud

### Armenia
- 2492 a.C.: fondazione dell'Armenia da parte di Haik
- 28 maggio 1918: viene istituita la Prima Repubblica di Armenia, il cui fondatore è Aram Manukian

### Azerbaigian
- 28 maggio 1918: fondazione della Repubblica Democratica di Azerbaigian con Məhəmməd Rəsulzadə

### Bangladesh
- 1352: viene istituito il Sultanato di Bengala: unificazione del Bengala, con Shamsuddin Ilyas shah
- 17 aprile 1971: in seguito all'indipendenza del Bangladesh dal Pakistan (26 marzo 1971), viene istituito il Governo provvisorio del Bangladesh, con Sheikh Mujibur Rahman

### Bhutan
- Unificazione del Bhutan (1616-1634), con Shabdrung Ngawang Namgyal, il fondatore del Bhutan[9]
- 17 dicembre 1907: viene incoronato Re Ugyen Wangchuck (1907-1926), padre fondatore del Regno del Bhutan

### Birmania
- 849: viene fondato il Regno Pagan, primo regno a unificare i territori dell'attuale Birmania
- 1044-1077: regno di Anawrahta, padre della nazione birmana
- 4 gennaio 1948: in seguito all'indipendenza dal Regno Unito, viene istituita l'Unione della Birmania con Sao Shwe Thaik, primo Presidente e U Nu, Primo Ministro

### Brunei
- 1368: viene fondato il Sultanato del Brunei, con Muhammad Shah

### Cambogia
- 802: fondazione dell'Impero Khmer da parte di Jayavarman II
- 9 novembre 1953: Proclamazione di indipendenza del Regno di Cambogia, dalla Francia, con Norodom Sihanouk

### Cina
- Huang Di, fondatore della civiltà cinese
- Yu il Grande, primo re della Dinastia Xia, prima dinastia nella storiografia tradizionale cinese
- Qin Shi Huang, fondatore dell'Impero cinese, nel 221 a.C. (unificazione della Cina)
- 1º gennaio 1912: viene istituita la Repubblica di Cina, con Sun Yat-sen
- 1º ottobre 1949: viene proclamata la Repubblica Popolare Cinese, con Mao Zedong

### Corea
- 3 ottobre 2333 a. C.: viene fondato lo stato di Gojoseon (Corea), con Dangun, progenitore del popolo coreano

### Emirati Arabi Uniti
- 2 dicembre 1971: istituzione degli Emirati Arabi Uniti, con Zayed bin Sultan Al Nahyan

### Filippine
- Andrés Bonifacio (1863-1897) considerato il fondatore nazionale delle Filippine[10]
- 23 gennaio 1899: viene istituita la Prima Repubblica filippina, in seguito all'indipendenza dalla Spagna (12 giugno 1898), con Emilio Aguinaldo

### Georgia
- 1008: viene istituito il Regno di Georgia fondato da re Bagrat III

### Giappone
- 11 febbraio 660 a.C.: fondazione dell'Impero giapponese da parte di Jinmu

### Giordania
- 25 maggio 1946: viene istituito il Regno Hascemita della Transgiordania (dal 1949 Regno Hascemita di Giordania), con Abd Allah I di Giordania

### Hong Kong
- Murray MacLehose, Governatore di Hong Kong dal 19 novembre 1971 al 20 maggio 1982 fu un'importante personalità di Hong Kong moderna

### India
- 322 a.C.: viene fondato l'Impero Maurya da Candragupta Maurya[11], che ha contribuito all'unificazione dell'India
- Mahatma Gandhi (1869-1948), importante esponente per l'indipendenza dell'India

### Indonesia
- 17 agosto 1945: indipendenza dell'Indonesia dal Regno dei Paesi Bassi; spicca la figura di Sukarno
- 27 dicembre 1949: vengono istituiti gli Stati Uniti d'Indonesia, con Sukarno

### Iran
- 625 a.C.: unificazione dell'Iran come nazione e impero, da parte dei Medi: spicca la figura di Ciassare, che regnò dal 625 a.C. al 585 a.C.
- 550 a.C.: fondazione del Primo impero persiano  da parte di Ciro il Grande
- 1925: viene istituito lo Stato Imperiale di Persia con Reza Shah Pahlavi che nel 1935 cambiò il nome da Persia a Iran: divenne così Stato Imperiale dell'Iran
- 1º aprile 1979: viene fondata la Repubblica islamica dell'Iran con Ruhollah Khomeyni

### Iraq
- 23 agosto 1921: viene istituito il Regno dell'Iraq, che il 3 ottobre 1932 ottenne l'indipendenza dal Regno Unito; primo re dell'Iraq fu Faysal I
- 14 luglio 1958: viene istituita la Repubblica d'Iraq, con Muhammad Najib al-Ruba'i

### Israele
- 14 maggio 1948: proclamazione dello Stato d'Israele da parte di David Ben Gurion

### Kazakistan
- 1465: viene fondato il Khanato di Kazach, Stato sovrano kazako, da Kerei Khan e Janibek Khan
- 16 dicembre 1991: Dichiarazione di indipendenza del Kazakistan, dall'URSS, con Nursultan Nazarbaev

### Kirghizistan
- 539: viene istituito il Khaganato Kirghiso (o Stato del Kirghizistan), con Bars Bek, fondatore dello Stato (693)

### Kuwait
- 1752: viene istituito lo Sceiccato del Kuwait, con Sabah I bin Jaber
- 19 giugno 1961: indipendenza del Kuwait dal Regno Unito, con Abd Allah III al-Salim Al Sabah. autoproclamatosi emiro

### Laos
- 1353: Viene istituito il Regno di Lan Xang, Stato unificatore del popolo lao, cui fondatore fu Fa Ngum
- 2 dicembre 1975: Istituzione della Repubblica Popolare Democratica del Laos, con Kaysone Phomvihane

### Libano
- 22 novembre 1943: il Libano indipendente dalla Francia, con Bishara al-Khuri, primo presidente della Repubblica libanese; altra personalità di spicco è Majid Arslan

### Malaysia
- 1º febbraio 1948: viene istituita la Federazione della Malesia che il 31 agosto 1957 ottiene l'indipendenza dal Regno Unito; spicca la figura di Tunku Abdul Rahman
- 16 settembre 1963: istituzione dell'attuale Malaysia, con Tunku Abdul Rahman

### Maldive
- Regno di Dheeva Maari: Koimala (1117-1141), primo Re che governò su tutte le Maldive
- 1153: viene fondato il Sultanato delle Isole Maldive (1153-1953) con il Sultano Dhovemi, precedentemente Re del Regno di Dheeva Maari: (1142-1153)

### Mongolia
- 1206: nasce l'Impero mongolo fondato da Gengis Khan
- 29 dicembre 1911: in seguito all'indipendenza dalla Dinastia Qing, viene istituito il Khanato di Mongolia con Bogd Khan

### Nepal
- 1768: Regno del Nepal: viene unificato il Nepal sotto un unico sovrano da Prithvi Narayan Shah, primo re del Nepal (1768-1775) e fondatore del Nepal moderno
- 28 maggio 2008: istituzione della Repubblica Federale Democratica del Nepal con Ram Baran Yadav

### Palestina
- 15 novembre 1988: Dichiarazione d'indipendenza palestinese, che proclama la Palestina Stato indipendente, con Yasser Arafat

### Pakistan
- 14 agosto 1947: viene istituita la nazione del Pakistan con Mohammad Ali Jinnah

### Qatar
- 18 dicembre 1878: Unificazione del Qatar con lo Sheikh Jassim bin Mohammed Al Thani, fondatore del moderno Qatar

### Singapore
- 9 agosto 1965: indipendenza di Singapore dalla Malaysia: Proclamazione di Singapore, con Lee Kuan Yew  1º Primo Ministro di Singapore

### Siria
- 17 aprile 1946: Durante la Prima Repubblica Siriana (1930-1950), la Siria diventa uno Stato sovrano de facto: spicca la figura di Shukri al-Quwwatli

### Sri Lanka
- 543 a.C.: viene fondato il Regno di Tambapanni, primo regno singalese (antico Sri Lanka), dal principe Vijaya
- 161 a.C.: incoronazione di re Dutugamunu, che per primo unì l'intera isola dello Sri Lanka
- 4 febbraio 1948: in seguito all'indipendenza dal Regno Unito viene istituito il Dominion di Ceylon, in cui spicca la figura di Don Stephen Senanayake
- 22 maggio 1972: Ceylon diventa una repubblica (pur restando parte del Commonwealth), cambiando il suo nome in Sri Lanka, con Sirimavo Bandaranaike, Primo ministro

### Tagikistan
- 899: Fondazione dello Stato tagico: Ismail Samani, il padre della nazione tagica[12]

### Thailandia
- 1238: viene fondato da Sri Indraditya il Regno di Sukhothai (1238-1438), primo grande regno del Siam (odierna Thailandia)

### Taiwan
- 1º gennaio 1912: Proclamazione della Repubblica di Cina (Taiwan), con Sun Yat-sen, fondatore di Taiwan[13]

### Turchia
- 1299: nascita dell'Impero ottomano (1299-1922), fondato da Osman I
- 29 ottobre 1923: istituzione della Repubblica di Turchia con Mustafa Kemal Atatürk

### Uzbekistan
- 1370: viene fondato l'Impero timuride da Tamerlano
- 1500: fondazione del Khanato di Bukhara da parte di Muhammad Shaybani
- 1º settembre 1991: Repubblica dell'Uzbekistan, con Islom Karimov

### Vietnam
- 2879 a.C.: inizia il regno di Kinh Dương Vương (della dinastia Hồng Bàng), il primo sovrano Việt

### Yemen
- 1597: viene istituito l'Imamato Zaidi, con Al-Mansur al-Qasim
- 30 ottobre 1918: viene istituito il Regno dello Yemen, con Yahya Muhammad Hamid ed-Din

## Oceania

### Australia
- 1º gennaio 1901: viene istituita la Federazione dell'Australia con Henry Parkes, padre della Federazione, e Edmund Barton, primo premier dell'Australia

### Nuova Zelanda
- Kupe, navigatore leggendario che scoprì le Isole della Nuova Zelanda
- 28 ottobre 1835: Dichiarazione di indipendenza della Nuova Zelanda: proclamazione dell'indipendenza sovrana della Nuova Zelanda: spicca la figura di James Busby
- 6 febbraio 1840: il Trattato di Waitangi e la costituzione politica dello stato della Nuova Zelanda; spiccano le figure di William Hobson e di James Busby

### Papua Nuova Guinea
- 16 settembre 1975: viene istituito lo Stato Indipendente della Papua Nuova Guinea, con Michael Somare, Primo ministro

### Tonga
- 950: viene fondato l'Impero Tu'i Tonga, con Ahoʻeitu
- 4 dicembre 1845: unificazione dell'attuale isola di Tonga da parte di George Tupou I

### Vanuatu
- c.XIII secolo: regno di Roi Mata, con l'obiettivo di unire le varie tribù

## Africa

### Algeria
- 202 a.C.: Unificazione della Numidia (circa la parte nord-orientale dell'attuale Algeria) con Massinissa: formazione del Regno di Numidia
- 1832: viene istituito l'Emirato di Abd el-Kader, primo moderno Stato algerino, dall'emiro Abd el-Kader
- Ahmed Ben Bella (Presidente dell'Algeria 1963-1965), esponente del Movimento di liberazione nazionale d'Algeria

### Angola
- 11 novembre 1975: viene istituita la Repubblica Popolare dell'Angola con Agostinho Neto

### Benin
- 1180: viene fondato il Regno del Benin da Ọranyan
- 1º agosto 1960: la Repubblica del Dahomey (attuale Benin), indipendente dalla Francia, con Hubert Maga primo presidente
- 30 novembre 1975: cambio del nome: da Repubblica del Dahomey a Repubblica Popolare del Benin, con Mathieu Kérékou

### Burkina Faso
- 11 dicembre 1958: istituzione della Repubblica dell'Alto Volta, all'interno della Comunità francese, con Max Berthet
- 5 agosto 1960: indipendenza della Repubblica dell'Alto Volta, dalla Francia, con Maurice Yaméogo, primo Presidente dell'Alto Volta
- 4 agosto 1984: cambio di denominazione del Paese da Alto Volta in Burkina Faso, da parte di Thomas Sankara

### Burundi
- 1680: viene fondato il Regno del Burundi con Ntare Rushatsi

### Camerun
- 20 maggio 1972: Referendum Costituzionale Camerunense del 1972: istituzione della Repubblica Unita del Camerun (2 giugno), con Ahmadou Ahidjo

### Capo Verde
- Amílcar Cabral, importante esponente per l'indipendenza di Capo Verde
- 5 luglio 1975: indipendenza di Capo Verde dal Portogallo, con Aristides Pereira, primo presidente di Capo Verde

### Comore
- 6 luglio 1975: viene istituito lo Stato delle Comore, in seguito all'indipendenza delle Comore, dalla Francia, con Ahmed Abdallah

### Repubblica Democratica del Congo
- 1390: viene fondato il Regno del Congo, da Lukeni lua Nimi
- 30 aprile 1885: viene istituito lo Stato Libero del Congo, con re Leopoldo II del Belgio
- 15 novembre 1908: viene istituito il Congo belga, con re Leopoldo II del Belgio
- 30 giugno 1960: indipendenza della Repubblica Democratica del Congo, dal Belgio, con Patrice Lumumba
- 27 ottobre 1971: viene istituita la Repubblica dello Zaire, denominazione introdotta per volere di Mobutu Sese Seko
- 17 maggio 1997: Lo Zaire viene ridenominato Repubblica Democratica del Congo da Laurent-Désiré Kabila

### Costa d'Avorio
- 7 agosto 1960: indipendenza della Costa d'Avorio, dalla Francia, con Félix Houphouët-Boigny

### Egitto
- 22 gennaio 1517: viene istituito l' Eyalet d'Egitto (1517-1867): durante questo periodo spicca la figura di Mehmet Ali (1805-1848)
- 11 novembre 1922: viene istituito il Regno d'Egitto; spicca, nel contesto, la figura di Sa'd Zaghlul

### Eritrea
- 24 maggio 1993: in seguito all'indipendenza dell'Eritrea dall'Etiopia, nasce lo Stato di Eritrea, con Isaias Afewerki, primo Presidente

### eSwatini
- 1745: incoronazione di re Ngwane III, primo re dello Swaziland moderno

### Etiopia
- 975 a.C.: inizia il regno di Menelik I, il primo imperatore d'Etiopia; fondazione dell'Impero d'Etiopia

### Ghana
- 1670: viene fondato l'Impero ashanti (attuale Ghana) con Osei Tutu I
- 6 marzo 1957: Ghana Independence Act: in seguito all'indipendenza dal Regno Unito viene istituito il Dominion del Ghana, con Kwame Nkrumah

### Gibuti
- 12 maggio 1862: viene istituito il Territorio di Obock, come colonia francese, nell'attuale Gibuti; spicca la figura di Léonce Lagarde
- 27 giugno 1977: indipendenza di Gibuti dalla Francia, con Hassan Gouled Aptidon, primo Presidente

### Guinea
- 2 ottobre 1958: indipendenza della Guinea, dalla Francia, con Ahmed Sékou Touré

### Kenya
- 12 dicembre 1963: indipendenza del Kenya dal Regno Unito, con Jomo Kenyatta, primo Presidente

### Lesotho
- 1824: viene fondato il Lesotho da re Moshoeshoe I

### Libia
- 24 dicembre 1951: viene istituito il Regno Unito di Libia con re Idris
- 1º settembre 1969: istituzione della Gran Giamahiria Araba Libica Popolare Socialista, con Muʿammar Gheddafi

### Madagascar
- 1787: in seguito all'unificazione del Madagascar viene fondato il Regno del Madagascar, con Andrianampoinimerina
- 14 ottobre 1958: Proclamazione della Repubblica Malgascia (Madagascar), indipendente dalla Francia (26 giugno 1960), con Philibert Tsiranana

### Mali
- 1230: viene fondato l'Impero del Mali da Sundjata Keïta
- 22 settembre 1960: viene istituita la Repubblica del Mali, in seguito all'indipendenza dalla Francia, con Modibo Keïta

### Marocco
- 788: fondazione del primo Stato del Marocco : gli Idrisidi: Idris I (788-791)

### Mauritania
- 28 novembre 1960: indipendenza della Mauritania dalla Francia, con Moktar Ould Daddah

### Mauritius
- 12 marzo 1968: indipendenza di Mauritius dal Regno Unito; spicca la figura di Seewoosagur Ramgoolam
- 12 marzo 1992: istituzione della Repubblica di Mauritius, con Veerasamy Ringadoo primo Presidente

### Mozambico
- 25 giugno 1975: viene istituita la Repubblica Popolare del Mozambico con Samora Machel

### Nigeria
- 1º ottobre 1960: indipendenza della Nigeria dal Regno Unito, con Nnamdi Azikiwe, primo Presidente della Nigeria

### Ruanda
- 1081: data di fondazione del Ruanda e del Regno del Ruanda da parte di re Gihanga Ngomijana[14]
- 1º luglio 1961: istituzione della Repubblica del Ruanda e indipendenza dal Belgio (1º luglio 1962), con Grégoire Kayibanda, primo Presidente

### São Tomé e Príncipe
- 12 luglio 1975: viene istituita la Repubblica Democratica di São Tomé e Príncipe, in seguito all'indipendenza dal Portogallo, con Manuel Pinto da Costa, primo presidente

### Senegal
- 4 aprile 1960: il Senegal indipendente dalla Francia con Léopold Sédar Senghor

### Somalia
- 1º luglio 1960: unificazione dell'Amministrazione fiduciaria italiana della Somalia e dello Stato del Somaliland: viene istituita la Repubblica Somala, con Aden Abdulla Osman

### Sudafrica
- 31 maggio 1910: istituzione dell'Unione Sudafricana, con Louis Botha e Jan Smuts

### Sudan
- 1º gennaio 1956: termina il condominio del Sudan Anglo-Egiziano: viene istituita la Repubblica del Sudan (1956-1969); spicca la figura di Isma'il al-Azhari

### Tanzania
- 26 aprile 1964: nasce la Repubblica Unita di Tanganica e Zanzibar, nome poi cambiato in Repubblica Unita di Tanzania, con Julius Nyerere, primo Presidente

### Tunisia
- 20 marzo 1956: in seguito all'indipendenza dalla Francia, viene istituito il Regno di Tunisia con Muhammad VIII al-Amin
- 25 luglio 1957: Proclamazione della Repubblica di Tunisia con Habib Bourguiba

### Zimbabwe
- 1220: viene fondato il Regno dello Zimbabwe (1220-1450)[15], regno del popolo Shona
- 1923: viene istituita la Rhodesia Meridionale, con Charles Coghlan, primo Ministro
- 18 aprile 1980: viene istituita la Repubblica dello Zimbabwe (ex Rhodesia), con Canaan Banana, primo Presidente, e Robert Mugabe, Primo ministro

## America

### Argentina
- 9 luglio 1816: Dichiarazione d'indipendenza dell'Argentina, dalla Spagna: si distinsero le figure di José de San Martín e María Remedios del Valle (Madre de la Patria)

### Barbados
- 30 novembre 1966: Atto d'indipendenza di Barbados, con Errol Barrow, Primo ministro

### Bolivia
- 11 agosto 1825: viene istituita la República de Bolívar[16] (attuale Bolivia), nome dato in onore a Simón Bolívar

### Brasile
- 7 settembre 1822: viene fondato l'Impero del Brasile con Pietro I

### Canada
- 1º luglio 1867: Confederazione canadese: viene istituito il Dominio del Canada, cui spicca la figura di John A. Macdonald

### Cile
- 2 febbraio 1818: Atto di Indipendenza del Cile:  dichiarazione solenne della propria indipendenza dalla Spagna: ratificato dal direttore supremo Bernardo O'Higgins

### Colombia
- 17 dicembre 1819: viene istituita la Grande Colombia, con Simón Bolívar

### Costa Rica
- 31 agosto 1848: Prima Repubblica della Costa Rica: José María Castro Madriz dichiara formalmente la Costa Rica una Repubblica sovrana e indipendente

### Cuba
- 10 ottobre 1868: Guerra dei dieci anni, primo tentativo dei cubani di ottenere l'indipendenza: si distinse la figura di Carlos Manuel de Céspedes

### Ecuador
- 10 agosto 1809: a Quito inizia un movimento indipendentista contro l'Impero spagnolo: spicca la figura di Juan de Salinas y Zenitagoya
- 13 maggio 1830: istituzione della Repubblica dell'Ecuador, con Juan José Flores, primo Presidente

### El Salvador
- 1200: viene fondato il Señorío di Cuzcatlán (Stato Nahua precolombiano abitato dal popolo indigeno dei Pipil)
- 2 febbraio 1841: separazione di El Salvador dalla Federazione Centroamericana: la Repubblica di El Salvador diviene uno Stato unitario e sovrano; spicca la figura di Juan Lindo

### Giamaica
- 6 agosto 1962: la Colonia della Giamaica, istituita nel 1655, ottiene l'indipendenza dal Regno Unito, con Alexander Bustamante, Primo ministro

### Guatemala
- 21 marzo 1847: Istituzione della Repubblica del Guatemala, fondata da Rafael Carrera

### Guyana
- 26 maggio 1966: indipendenza della Guyana dal Regno Unito, con Forbes Burnham
- 23 febbraio 1970: istituzione della Repubblica, con Arthur Chung, primo Presidente

### Haiti
- 1º gennaio 1804: Haiti, primo Stato indipendente dell'America Latina: dichiarazione di indipendenza di Haiti dall'Impero coloniale francese, da parte di Jean-Jacques Dessalines

### Honduras
- 5 novembre 1838: l'Honduras diviene uno Stato libero,sovrano e indipendente, separandosi dalla Federazione Centroamericana;spicca la figura di José María Martínez Salinas

### Messico
- 16 settembre 1810: Grito de Dolores: Miguel Hidalgo y Costilla
- 1º novembre 1823: Acta Constitutiva de la Nación Mexicana : vengono istituiti gli Stati Uniti Messicani, con Guadalupe Victoria

### Nicaragua
- Francisco Hernández de Córdoba,  considerato fondatore del Nicaragua[17]
- 30 aprile 1838: il Nicaragua si separa dalla Repubblica Federale del Centro America, divenendo Repubblica indipendente: spicca la figura di José Núñez

### Panama
- 3 novembre 1903: proclamazione della separazione di Panama dalla Colombia e fondazione della Repubblica di Panama, con Demetrio H. Brid

### Paraguay
- 16 dicembre 1617: con decreto reale di re Filippo III, viene creato il Governatorato del Paraguay
- 14 maggio 1811: indipendenza del Paraguay dalla Spagna; spicca la figura di José Gaspar Rodríguez de Francia

### Porto Rico
- 23 settembre 1868: Grito de Lares, cui importante promotore fu Ramón Emeterio Betances, padre del Movimento di indipendenza portoricano
- Pedro Albizu Campos, considerato il fondatore di Porto Rico[18]
- 25 luglio 1952: Constituzione del Estado Libre Asociado de Puerto Rico, con Luis Muñoz Marín

### Perù
28 luglio 1821: José de San Martín dichiara l'indipendenza del Perù

### Repubblica Dominicana
- 27 febbraio 1844: indipendenza della Repubblica Dominicana da Haiti e fondazione della Repubblica Dominicana: spicca la figura di Juan Pablo Duarte

### Saint Lucia
- 22 febbraio 1979: indipendenza di Saint Lucia dal Regno Unito, con John Compton

### Stati Uniti d'America
- 4 luglio 1776: Dichiarazione d'indipendenza degli Stati Uniti d'America, dal Regno di Gran Bretagna: nascita ufficiale degli Stati Uniti d'America

Padri fondatori degli Stati Uniti d'America sono considerati George Washington, James Madison, Thomas Jefferson e Benjamin Franklin.

### Suriname
- 25 novembre 1975: indipendenza del Suriname dal Regno dei Paesi Bassi, con Johan Ferrier

### Trinidad e Tobago
- 31 agosto 1962: Atto di indipendenza di Trinidad e Tobago, con Eric Williams

### Uruguay
- 25 agosto 1825: indipendenza dell'Uruguay dall' Impero del Brasile; figura di primo piano per la nascita dell'Uruguay fu quella di José Gervasio Artigas

### Venezuela
- 5 luglio 1811: inizia il periodo della Primera República de Venezuela, in cui spicca la figura di Simón Bolívar

## Unione Europea
Padri fondatori dell'Unione europea sono considerati il francese Jean Monnet, il franco-tedesco Robert Schuman, gli italiani Altiero Spinelli e Alcide De Gasperi, il belga Paul-Henri Spaak, il tedesco Konrad Adenauer.

### Altri esempi
A questi si aggiungono gli antesignani di tutti i fondatori: i padri putativi, da una parte Aristide Briand, che propose di fondare gli Stati Uniti d'Europa, per non ripetere mai più la disastrosa esperienza della Grande guerra, dall'altra Richard Nikolaus di Coudenhove-Kalergi, fondatore del Movimento Paneuropa, la cui opera ha fortemente ispirato il processo di integrazione europea.